# Epirrhoe cingulata
Epirrhoe cingulata là một loài bướm đêm trong họ Geometridae.